# Morph the cat
Morph the cat is het derde studioalbum van Donald Fagen als soloartiest.
Fagen typeerde het album als het album van de/zijn dood. Het is geschreven in de nadagen van de Aanslagen op 11 september 2001 en Fagen schreef over de dood van cultuur, dood van politici en het begin van het eind van zijn leven. In dat kader vermeldt het album dat het opgedragen is aan Elinor Fagen (artiestennaam Ellen Ross, moeder van Donald Fagen) en anderszins aan Libby Titus (vrouw van Fagen). Het album is opgenomen in de geluidsstudio's in New York: (Avatar Studios, Clinton Recording Studio en Sear Sound) en Hawaï (Sugar Sound).
De titel verwijst naar iets wat in Fagens fantasie boven New York hangt dat de inwoners in vervoering brengt. Of Morph verwijst naar Morpheus of Morfine is niet bekend, maar wel een verwijzing naar zijn mede-New-Yorkers in de nadagen van de aanslag, die weer terug het leven in moeten, aldus Donald Fagen in een interview in New York Times van 26 februari 2006. Fagen kwam opnieuw met muziek in de vermengde stijlen van jazz, funk en popmuziek.   
Het album verkocht weer goed in de Verenigde Staten met een 26e plaats in de Billboard 200; in Engeland haalde het een 35e plaats. In overig West-Europa haalde het steevast een notering in de albumlijsten; voor de Nederlandse Album Top 100 betekende dat negen weken met hoogste notering 23, voor België (Vlaanderen), zes weken notering met hoogste notering 53.

## Musici
Er werd opnieuw een hele rij musici ingehuurd om het album vol te spelen:
- Donald Fagen – zang, toetsinstrumenten, melodica (alle tracks), fluit (8, onder schuilnaam Illinois Elohainu)
- Keith Carlock – drumstel (1, 2, 3, 5, 6, 7, 8)
- Freddie Washington – basgitaar (1, 2, 3, 5, 6, 7, 8, 9)
- Harlan Post – contrabas (7)
- Jon Herington – gitaar (alle tracks)
- Wayne Krantz – gitaar (alle tracks)
- Hugh McCracken – gitaar (1, 2, 3, 9)
- Frank Vignola – gitaar (1,9)
- Phonus Quaver – vibrafoon, marimba (1, 4, 5, 8, 9)
- Jerry Barnes – achtergrondzang (1, 5, 9)
- Michael Harvey – achtergrondzang (2, 9)
- Marvin Stamm – trompet (1, 2, 4, 5, 7, 9)
- Walt Weiskopf – tenorsaxofoon (1, 2, 7, 9), altsaxofoon (4, 5)
- Roger Rosenberg – baritonsaxofoon (2, 4, 5), basklarinet (7)
- Ted Baker – (elektrische) piano (2, 3, 5, 6, 7, 8)
- Gordon Gottlieb – percussie (2, 4, 6, 7, 8)
- Ken Emerson – gitaar (3)
- Howard Levy – mondharmonica (3, 7)
- Amy Helm – achtergrondzang (3)
- Carolyn Leonhart – achtergrondzang (3, 8)
- Cindy Mizelle – achtergrondzang (3)
- Mark Patterson – trombone (4, 5, 7)
- Lawrence Feltman – tenorsaxofoon (4, 6), fluit (7)
- Bashiri Jhonson – percussie (4)
- Joe Pasaro – percussie (5)
- Ken Kessel – gitaar (6)
- Michael Harvey – achtergrondzang (6)
- Jennifer Battista, Eddie Janson, Camilla Meza, Candice Predham – achtergrondzang (6)
- Brian Montgomery – basgitaar (9)

## Muziek
| Nr. | Titel                             | Duur |
| --- | --------------------------------- | ---- |
| 1.  | Morph the cat (Fagen)             | 6:49 |
| 2.  | H Gang (Fagen)                    | 5:15 |
| 3.  | What I do (Fagen)                 | 6:01 |
| 4.  | Brite nitegown (Fagen)            | 7:16 |
| 5.  | The great pagoda of funn (Fagen)  | 7:39 |
| 6.  | Security Joan (Fagen)             | 6:09 |
| 7.  | The night belongs to Mona (Fagen) | 4:18 |
| 8.  | Mary shut the garden door (Fagen) | 6:29 |
| 9.  | Morph the cat (reprise) (Fagen)   | 2:53 |